# 347 Pariana
347 Pariana è un asteroide della fascia principale del diametro medio di circa 51,36 km. Scoperto nel 1892, presenta un'orbita caratterizzata da un semiasse maggiore pari a 2,6131104 UA e da un'eccentricità di 0,1640722, inclinata di 11,69479° rispetto all'eclittica.
L'origine del suo nome è sconosciuta.